# Lista ministrów właściwych do spraw oświaty i wychowania

## PrezesiKomisji Edukacji Narodowej
- Ignacy Jakub Massalski od 1773 do 1776
- Michał Jerzy Poniatowski od 1776 do 1794

## Ministrowie wyznań i oświecenia publicznego
- Joachim Lelewel w 1831
- Kajetan Garbiński w 1831

## Ministrowie wyznań religijnych i oświecenia publicznego
- Ksawery Prauss od 1918 do 1919
- Jan Łukasiewicz w 1919
- Tadeusz Łopuszański od 1919 do 1920
- Maciej Rataj od 1920 do 1921
- Antoni Ponikowski od 1921 do 1922
- Julian Nowak w 1922
- Kazimierz Władysław Kumaniecki w 1922
- Józef Mikułowski-Pomorski od 1922 do 1923
- Stanisław Głąbiński w 1923
- Bolesław Miklaszewski od 1923 do 1924
- Stanisław Grabski od 1925 do 1926
- Józef Mikułowski-Pomorski w 1926
- Antoni Sujkowski w 1926
- Kazimierz Bartel od 1926 do 1927
- Gustaw Dobrucki od 1927 do 1928
- Kazimierz Świtalski od 1928 do 1929
- Sławomir Czerwiński od 1929 do 1931
- Janusz Jędrzejewicz od 1931 do 1934
- Wacław Jędrzejewicz od 1934 do 1935
- Wojciech Alojzy Świętosławski od 1935 do 1939

## Ministrowie oświaty
- Stanisław Skrzeszewski (PPR) od 31 grudnia 1944 do 28 czerwca 1945 (wcześniej od 20 lipca 1944 kierownik resortu oświaty PKWN)
- Czesław Wycech (ZSL) od 28 czerwca 1945 do 5 lutego 1947
- Stanisław Skrzeszewski (PPR/PZPR) od lutego 1947 do 7 lipca 1950
- Witold Jarosiński (PZPR) od 7 lipca 1950 do 4 sierpnia 1956
- Feliks Baranowski (PZPR) od 11 września 1956 do 13 listopada 1956
- Władysław Bieńkowski (PZPR) od 13 listopada 1956 do 27 października 1959
- Wacław Tułodziecki (PZPR) od 27 października 1959 do 11 listopada 1966

## Minister oświaty i szkolnictwa wyższego
- Henryk Jabłoński (PZPR) od 11 listopada 1966 do 28 marca 1972

## Ministrowie oświaty i wychowania
- Jerzy Kuberski (PZPR) od 29 marca 1972 do 8 lutego 1979
- Józef Tejchma (PZPR) od 8 lutego 1979 do 2 kwietnia 1980
- Krzysztof Kruszewski (PZPR) od 3 kwietnia 1980 do 12 lutego 1981
- Bolesław Faron (PZPR) od 12 lutego 1981 do 6 listopada 1985
- Joanna Michałowska-Gumowska (PZPR) od 12 listopada 1985 do 23 października 1987

## Ministrowie edukacji narodowej
- Henryk Bednarski (PZPR) od 23 października 1987 do 14 października 1988
- Jacek Fisiak (PZPR) od 14 października 1988 do 1 sierpnia 1989
- Henryk Samsonowicz (bezpartyjny, NSZZ „Solidarność”) od 12 września 1989 do 14 grudnia 1990
- Robert Głębocki (bezpartyjny) od 12 stycznia 1991 do 5 grudnia 1991
- Andrzej Stelmachowski (bezpartyjny) od 23 grudnia 1991 do 5 czerwca 1992
- Zdobysław Flisowski (bezpartyjny) od 11 lipca 1992 do 26 października 1993
- Aleksander Łuczak (PSL) od 26 października 1993 do 1 marca 1995
- Ryszard Czarny (SdRP) od 4 marca 1995 do 26 stycznia 1996
- Jerzy Wiatr (SdRP) od 15 lutego 1996 do 17 października 1997
- Mirosław Handke (bezpartyjny, AWS) od 31 października 1997 do 20 lipca 2000
- Edmund Wittbrodt (bezpartyjny, AWS) od 20 lipca 2000 do 19 października 2001

## Ministrowie edukacji narodowej i sportu
- Krystyna Łybacka (SLD) od 19 października 2001 do 2 maja 2004
- Mirosław Sawicki (bezpartyjny) od 2 maja 2004 do 1 września 2005

## Ministrowie edukacji narodowej
- Mirosław Sawicki (bezpartyjny) od 1 września 2005 do 31 października 2005

## Minister edukacji i nauki
- Michał Seweryński (PiS) od 31 października 2005 do 5 maja 2006

## Ministrowie edukacji narodowej
- Roman Giertych (LPR) od 5 maja 2006 do 13 sierpnia 2007
- Ryszard Legutko (bezpartyjny) od 13 sierpnia 2007 do 16 listopada 2007
- Katarzyna Hall (bezpartyjna) od 16 listopada 2007 do 18 listopada 2011
- Krystyna Szumilas (PO) od 18 listopada 2011 do 27 listopada 2013
- Joanna Kluzik-Rostkowska (PO) od 27 listopada 2013 do 16 listopada 2015
- Anna Zalewska (PiS) od 16 listopada 2015 do 4 czerwca 2019
- Dariusz Piontkowski (PiS) od 4 czerwca 2019 do 19 października 2020
- Przemysław Czarnek (PiS) od 19 października 2020 do 1 stycznia 2021

## Ministrowie edukacji i nauki
- Przemysław Czarnek (PiS) od 19 października 2020 do 27 listopada 2023
- Krzysztof Szczucki (PiS) od 27 listopada 2023 do 13 grudnia 2023

## Ministrowie edukacji
- Barbara Nowacka (iPL) od 13 grudnia 2023